# Раозан
Раозан (бенг. রাউজান, англ. Raozan) — город на юго-востоке Бангладеш, административный центр одноимённого подокруга. Площадь города равна 9,97 км². По данным переписи 2001 года, в городе проживало 53 817 человек, из которых мужчины составляли 51,61 %, женщины — соответственно 48,39 %. Плотность населения равнялась 5398 чел. на 1 км².